# Illusorisk sanningseffekt
Den illusoriska sanningseffekten (även känd som illusionen av sanningseffekt, giltighetseffekt, sanningseffekt eller upprepningseffekt ) är tendensen att tro att falsk information är korrekt efter upprepad exponering. Detta fenomen identifierades första gången i en studie 1977 vid Villanova University och Temple University.< När sanningen bedöms förlitar sig människor på om informationen stämmer överens med deras uppfattning eller om den känns bekant. Det första villkoret är logiskt, eftersom människor jämför ny information med vad de redan vet är sant. Upprepning gör att påståenden blir lättare att bearbeta i förhållande till nya, icke upprepade påståenden, vilket leder folk att tro att den upprepade slutsatsen är mer sanningsenlig. Den illusoriska sanningseffekten har också kopplats till efterklokhetsfelet (en form av attributionsfel då man felaktigt tillskriver sig förmågan att kunna ha förutsett det som faktiskt inträffade) på så sätt att minnet av hur mycket man trodde på påståendet förändras efter att man har hört sanningen.
I en studie från 2015 upptäckte forskare att känslan av att känna igen ett påstående kan övervinna rationalitet och att det paradoxalt nog kan få ett påstående att kännas rätt om man upprepade gånger får höra att det är felaktigt. Forskare tillskrev "processing fluency" den illusoriska sanningseffektens inverkan även på deltagare som visste det korrekta svaret till att börja med, men som övertalades att tro något annat genom upprepning av en falsk utsaga.
Den illusoriska sanningseffekten spelar en betydande roll inom områden som reklam, nyhetsmedia och politisk propaganda.